# Jílovka
Jílovka je jedním z desítek rybníků tvořících soustavu známou jako Holanské rybníky v jižní části okresu Česká Lípa, na katastru nedaleké obce Zahrádky. Od ledna 2011 jsou jižní břehy zahrnuty do vyhlášené přírodní rezervace Jílovka.

## Umístění a parametry

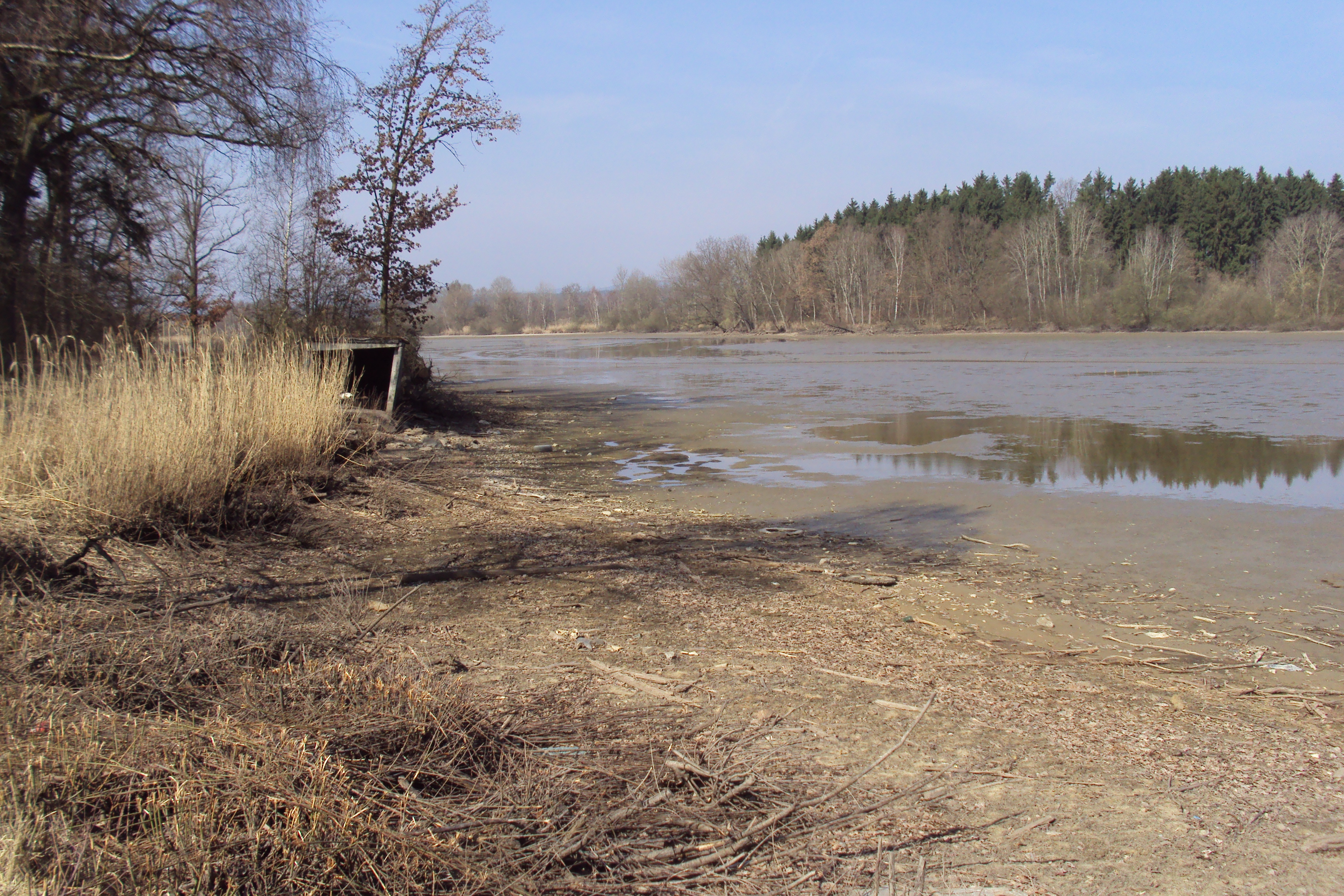
Rybník Jílovka před jarním napouštěním

Celá středověká soustava původně 23 Holanských rybníků je napájena hlavně od západu tekoucím Bobřím potokem, který poté končí v Novozámeckém rybníce. V soustavě Holanských rybníků je Jílovka na severovýchodní straně, na katastru obce Zahrádky, u silnice spojující Holany a Zahrádky z její západní strany.
Rybník, zvaný též Jílek, má plochu 11 ha, je průtočný a využitý pro rybolov. Má esovitý tvar, břehy jsou zarostlé lesem a keři.. Blízko jsou další rybníky – Kravský a Malá Nohavice.

## Přírodní rezervace
Dne 2. listopadu 2010 (s účinností od 7. ledna 2011) zde Krajský úřad Libereckého kraje svým nařízením č. 4 / 2010 vyhlásil přírodní rezervaci Jílovka, která zahrnuje břehy jižní části rybníka, celý sousední Kravský rybník a ochranné pásmo kolem něj, vše na katastru obce Zahrádky v okrese Česká Lípa. Z jihovýchodní strany je hranicí rezervace silnice. Celková rozloha chráněného území je 8,31 ha v nadmořské výšce 260 m.

## Rybaření
Vlastníkem rybníka s rybáři udávanou rozlohou je 13,6 ha (či 11 ha) je Pozemkový fond ČR a uživatelem Rybářství Doksy spol. s.r.o.

## Cestovní ruch
Rybník je v polovině cesty mezi Zahrádkami a Holany a silnice je spojující vede při jeho břehu Nevede k němu žádná z pěších turistických tras a ani cyklotrasy.
Nejbližší vlakové spojení je z železniční stanice na druhém konci Zahrádek, tedy 3,5 km daleko. Jedná se o Trať 087 z České Lípy do Lovosic